# Lista de deputados de Portugal (XI Legislatura)
Esta é uma lista de deputados de Portugal em funções na XI Legislatura, ordenados alfabeticamente.

## A
| Abel Baptista                | CDS-PP | Viana do Castelo | XI Legislatura |
| Acácio Pinto                 | PS     | Viseu            | XI Legislatura |
| Adão Silva                   | PSD    | Bragança         | XI Legislatura |
| Adriano Rafael Moreira       | PSD    | Porto            | XI Legislatura |
| Afonso Candal                | PS     | Aveiro           | XI Legislatura |
| Agostinho Lopes              | PCP    | Braga            | XI Legislatura |
| Alberto Costa                | PS     | Lisboa           | XI Legislatura |
| Altino Bessa                 | CDS-PP | Braga            | XI Legislatura |
| Amadeu Soares Albergaria     | PSD    | Aveiro           | XI Legislatura |
| Ana Catarina Mendonça Mendes | PS     | Setúbal          | XI Legislatura |
| Ana Drago                    | BE     | Lisboa           | XI Legislatura |
| Ana Paula Vitorino           | PS     | Porto            | XI Legislatura |
| Anabela Freitas              | PS     | Santarém         | XI Legislatura |
| Antonieta Guerreiro          | PSD    | Faro             | XI Legislatura |
| António Almeida Henriques    | PSD    | Viseu            | XI Legislatura |
| António Cabeleira            | PSD    | Vila Real        | XI Legislatura |
| António Filipe               | PCP    | Santarém         | XI Legislatura |
| António Gameiro              | PS     | Santarém         | XI Legislatura |
| António José Seguro          | PS     | Braga            | XI Legislatura |
| António Leitão Amaro         | PSD    | Lisboa           | XI Legislatura |
| António Montalvão Machado    | PSD    | Vila Real        | XI Legislatura |
| António Silva Preto          | PSD    | Lisboa           | XI Legislatura |
| Arménio Santos               | PSD    | Lisboa           | XI Legislatura |
| Artur Rêgo                   | CDS-PP | Faro             | XI Legislatura |
| Assunção Cristas             | CDS-PP | Leiria           | XI Legislatura |

## B
| Bernardino Soares | PCP | Lisboa  | XI Legislatura |
| Bravo Nico        | PS  | Évora   | XI Legislatura |
| Bruno Dias        | PCP | Setúbal | XI Legislatura |

## C
| Carina Oliveira          | PSD    | Santarém       | XI Legislatura |
| Carla Barros             | PSD    | Porto          | XI Legislatura |
| Carla Rodrigues          | PSD    | Aveiro         | XI Legislatura |
| Carlos Alberto Gonçalves | PSD    | Europa         | XI Legislatura |
| Carlos Costa Neves       | PSD    | Castelo Branco | XI Legislatura |
| Carlos Páscoa Gonçalves  | PSD    | Fora da Europa | XI Legislatura |
| Carlos Peixoto           | PSD    | Guarda         | XI Legislatura |
| Carlos São Martinho      | PSD    | Castelo Branco | XI Legislatura |
| Catarina Marcelino       | PS     | Setúbal        | XI Legislatura |
| Catarina Martins         | BE     | Porto          | XI Legislatura |
| Cecília Honório          | BE     | Faro           | XI Legislatura |
| Cecília Meireles         | CDS-PP | Porto          | XI Legislatura |
| Celeste Amaro            | PSD    | Lisboa         | XI Legislatura |
| Celeste Correia          | PS     | Lisboa         | XI Legislatura |
| Clara Carneiro           | PSD    | Lisboa         | XI Legislatura |
| Conceição Casa Nova      | PS     | Beja           | XI Legislatura |
| Correia de Jesus         | PSD    | Madeira        | XI Legislatura |
| Couto dos Santos         | PSD    | Aveiro         | XI Legislatura |
| Cristóvão Crespo         | PSD    | Portalegre     | XI Legislatura |
| Custódia Fernandes       | PS     | Lisboa         | XI Legislatura |

## D
| Defensor Moura       | PS  | Viana do Castelo | XI Legislatura |
| José Duarte Cordeiro | PS  | Lisboa           | XI Legislatura |
| Duarte Pacheco       | PSD | Lisboa           | XI Legislatura |

## E
| Eduardo Cabrita  | PS  | Setúbal | XI Legislatura |
| Emídio Guerreiro | PSD | Braga   | XI Legislatura |
| Eurídice Pereira | PS  | Setúbal | XI Legislatura |

## F
| Fernando Jesus       | PS     | Porto    | XI Legislatura |
| Fernando Marques     | PSD    | Leiria   | XI Legislatura |
| Fernando Negrão      | PSD    | Setúbal  | XI Legislatura |
| Filipe Lobo D' Ávila | CDS-PP | Santarém | XI Legislatura |
| Filipe Neto Brandão  | PS     | Aveiro   | XI Legislatura |
| Francisca Almeida    | PSD    | Braga    | XI Legislatura |
| Francisco de Assis   | PS     | Guarda   | XI Legislatura |
| Francisco Lopes      | PCP    | Setúbal  | XI Legislatura |
| Francisco Louçã      | BE     | Lisboa   | XI Legislatura |
| Frederico Castro     | PS     | Braga    | XI Legislatura |

## G
| Glória Araújo   | PS  | Porto   | XI Legislatura |
| Guilherme Silva | PSD | Madeira | XI Legislatura |

## H
| Heitor Sousa          | BE     | Leiria         | XI Legislatura |
| Helder Amaral         | CDS-PP | Viseu          | XI Legislatura |
| Helena Lopes da Costa | PSD    | Lisboa         | XI Legislatura |
| Helena Pinto          | BE     | Lisboa         | XI Legislatura |
| Heloísa Apolónia      | PEV    | Setúbal        | XI Legislatura |
| Honório Novo          | PCP    | Porto          | XI Legislatura |
| Horácio Antunes       | PS     | Coimbra        | XI Legislatura |
| Hortense Martins      | PS     | Castelo Branco | XI Legislatura |
| Hugo Velosa           | PSD    | Madeira        | XI Legislatura |

## I
| Inês de Medeiros    | PS     | Lisboa    | XI Legislatura |
| Isabel Coutinho     | PS     | Braga     | XI Legislatura |
| Isabel Galriça Neto | CDS-PP | Lisboa    | XI Legislatura |
| Isabel Oneto        | PS     | Porto     | XI Legislatura |
| Isabel Sequeira     | PSD    | Vila Real | XI Legislatura |

## J
| Jaime Gama               | PS     | Lisboa           | XI Legislatura |
| Jamila Madeira           | PS     | Faro             | XI Legislatura |
| Jerónimo de Sousa        | PCP    | Lisboa           | XI Legislatura |
| João Figueiredo          | PSD    | Viseu            | XI Legislatura |
| João Galamba             | PS     | Santarém         | XI Legislatura |
| João Oliveira            | PCP    | Évora            | XI Legislatura |
| João Paulo Correia       | PS     | Porto            | XI Legislatura |
| João Paulo Pedrosa       | PS     | Leiria           | XI Legislatura |
| João Almeida             | CDS-PP | Porto            | XI Legislatura |
| João Portugal            | PS     | Coimbra          | XI Legislatura |
| João Prata               | PSD    | Guarda           | XI Legislatura |
| João Rebelo              | CDS-PP | Lisboa           | XI Legislatura |
| João Semedo              | BE     | Porto            | XI Legislatura |
| João Sequeira            | PS     | Santarém         | XI Legislatura |
| João Serpa Oliva         | CDS-PP | Coimbra          | XI Legislatura |
| João Serrano             | PS     | Lisboa           | XI Legislatura |
| João Soares              | PS     | Faro             | XI Legislatura |
| Joaquim Ponte            | PSD    | Açores           | XI Legislatura |
| Jorge Bacelar Gouveia    | PSD    | Faro             | XI Legislatura |
| Jorge Costa              | PSD    | Porto            | XI Legislatura |
| Jorge Duarte Costa       | BE     | Setúbal          | XI Legislatura |
| Jorge Fão                | PS     | Viana do Castelo | XI Legislatura |
| Jorge Machado            | PCP    | Porto            | XI Legislatura |
| Jorge Manuel Gonçalves   | PS     | Leiria           | XI Legislatura |
| Jorge Seguro Sanches     | PS     | Castelo Branco   | XI Legislatura |
| Jorge Strecht            | PS     | Porto            | XI Legislatura |
| José Cesário             | PSD    | Fora da Europa   | XI Legislatura |
| José de Bianchi          | PS     | Vila Real        | XI Legislatura |
| José de Matos Correia    | PSD    | Lisboa           | XI Legislatura |
| José de Matos Rosa       | PSD    | Lisboa           | XI Legislatura |
| José Eduardo Martins     | PSD    | Viana do Castelo | XI Legislatura |
| José Ferreira Gomes      | PSD    | Bragança         | XI Legislatura |
| José Gusmão              | BE     | Santarém         | XI Legislatura |
| José Lello               | PS     | Porto            | XI Legislatura |
| José Luís Arnaut         | PSD    | Viseu            | XI Legislatura |
| José Luís Ferreira       | PEV    | Lisboa           | XI Legislatura |
| José Manuel Pureza       | BE     | Coimbra          | XI Legislatura |
| José Manuel Rodrigues    | CDS-PP | Madeira          | XI Legislatura |
| José Miguel Medeiros     | PS     | Leiria           | XI Legislatura |
| José Moura Soeiro        | BE     | Porto            | XI Legislatura |
| José Pedro Aguiar Branco | PSD    | Porto            | XI Legislatura |
| José Pereira Marques     | PS     | Guarda           | XI Legislatura |
| José Ribeiro             | PS     | Porto            | XI Legislatura |
| José Ribeiro e Castro    | CDS-PP | Porto            | XI Legislatura |
| José Rui Cruz            | PS     | Viseu            | XI Legislatura |
| José Soeiro              | PCP    | Beja             | XI Legislatura |
| José Vera Jardim         | PS     | Lisboa           | XI Legislatura |

## L
| Lúcio Ferreira       | PS  | Porto            | XI Legislatura |
| Luís Campos Ferreira | PSD | Viana do Castelo | XI Legislatura |
| Luís Capoulas        | PSD | Évora            | XI Legislatura |
| Luís Fazenda         | BE  | Lisboa           | XI Legislatura |
| Luís Gonelha         | PS  | Setúbal          | XI Legislatura |
| Luís Marques Guedes  | PSD | Lisboa           | XI Legislatura |
| Luís Menezes         | PSD | Porto            | XI Legislatura |
| Luís Miguel França   | PS  | Madeira          | XI Legislatura |
| Luís Montenegro      | PSD | Aveiro           | XI Legislatura |
| Luís Pita Ameixa     | PS  | Beja             | XI Legislatura |
| Luís Rodrigues       | PSD | Setúbal          | XI Legislatura |
| Luís Vales           | PSD | Porto            | XI Legislatura |
| Luísa Roseira        | PSD | Porto            | XI Legislatura |
| Luísa Salgueiro      | PS  | Porto            | XI Legislatura |
| Luiz Fagundes Duarte | PS  | Açores           | XI Legislatura |

## M
| Manuel Mota                     | PS     | Braga      | XI Legislatura |
| Manuel Seabra                   | PS     | Porto      | XI Legislatura |
| Manuela de Melo                 | PS     | Lisboa     | XI Legislatura |
| Manuela Ferreira Leite          | PSD    | Lisboa     | XI Legislatura |
| Marcos Sá                       | PS     | Lisboa     | XI Legislatura |
| Margarida Almeida               | PSD    | Porto      | XI Legislatura |
| Maria Antónia de Almeida Santos | PS     | Coimbra    | XI Legislatura |
| Maria Conceição Pereira         | PSD    | Leiria     | XI Legislatura |
| Maria das Mercês Borges         | PSD    | Setúbal    | XI Legislatura |
| Maria de Belém Roseira          | PS     | Aveiro     | XI Legislatura |
| Maria de Lurdes Ruivo           | PS     | Porto      | XI Legislatura |
| Maria do Rosário Carneiro       | PS     | Porto      | XI Legislatura |
| Maria Helena Rebelo             | PS     | Viseu      | XI Legislatura |
| Maria José Gamboa               | PS     | Porto      | XI Legislatura |
| Maria José Nogueira Pinto       | PSD    | Lisboa     | XI Legislatura |
| Maria Luísa Santos              | PS     | Açores     | XI Legislatura |
| Maria Manuela Augusto           | PS     | Lisboa     | XI Legislatura |
| Maria Paula Cardoso             | PSD    | Aveiro     | XI Legislatura |
| Mariana Aiveca                  | BE     | Setúbal    | XI Legislatura |
| Mário Mourão                    | PS     | Porto      | XI Legislatura |
| Marques Júnior                  | PS     | Porto      | XI Legislatura |
| José Mendes Bota                | PSD    | Faro       | XI Legislatura |
| Michael Seufert                 | CDS-PP | Porto      | XI Legislatura |
| Miguel Coelho                   | PS     | Lisboa     | XI Legislatura |
| Miguel Frasquilho               | PSD    | Porto      | XI Legislatura |
| Miguel Freitas                  | PS     | Faro       | XI Legislatura |
| Miguel Laranjeiro               | PS     | Braga      | XI Legislatura |
| Miguel Macedo                   | PSD    | Braga      | XI Legislatura |
| Miguel Tiago                    | PCP    | Lisboa     | XI Legislatura |
| Miguel Vale de Almeida          | PS     | Lisboa     | XI Legislatura |
| Miranda Calha                   | PS     | Portalegre | XI Legislatura |
| Mota Amaral                     | PSD    | Açores     | XI Legislatura |
| Mota Andrade                    | PS     | Bragança   | XI Legislatura |

## N
| Nuno Araújo     | PS     | Porto   | XI Legislatura |
| Nuno Encarnação | PSD    | Coimbra | XI Legislatura |
| Nuno Magalhães  | CDS-PP | Setúbal | XI Legislatura |
| Nuno Reis       | PSD    | Braga   | XI Legislatura |
| Nuno Sá         | PS     | Braga   | XI Legislatura |

## O
| Odete João        | PS | Leiria  | XI Legislatura |
| Osvaldo de Castro | PS | Setúbal | XI Legislatura |

## P
| Pacheco Pereira         | PSD    | Santarém  | XI Legislatura |
| Paula Barros            | PS     | Vila Real | XI Legislatura |
| Paula Santos            | PCP    | Setúbal   | XI Legislatura |
| Paulo Barradas          | PS     | Viseu     | XI Legislatura |
| Paulo Batista Santos    | PSD    | Leiria    | XI Legislatura |
| Paulo Cavaleiro         | PSD    | Aveiro    | XI Legislatura |
| Paulo Mota Pinto        | PSD    | Coimbra   | XI Legislatura |
| Paulo Pisco             | PS     | Europa    | XI Legislatura |
| Paulo Portas            | CDS-PP | Aveiro    | XI Legislatura |
| Pedro Brandão Rodrigues | CDS-PP | Lisboa    | XI Legislatura |
| Pedro Duarte            | PSD    | Porto     | XI Legislatura |
| Pedro Farmhouse         | PS     | Lisboa    | XI Legislatura |
| Pedro Filipe Soares     | BE     | Aveiro    | XI Legislatura |
| Pedro Lynce de Faria    | PSD    | Lisboa    | XI Legislatura |
| Pedro Mota Soares       | CDS-PP | Lisboa    | XI Legislatura |
| Pedro Rodrigues         | PSD    | Braga     | XI Legislatura |
| Pedro Saraiva           | PSD    | Coimbra   | XI Legislatura |
| Pedro Soares            | BE     | Braga     | XI Legislatura |

## R
| Ramos Preto         | PS     | Lisboa           | XI Legislatura |
| Raquel Coelho       | PSD    | Porto            | XI Legislatura |
| Raul de Almeida     | CDS-PP | Aveiro           | XI Legislatura |
| Renato Sampaio      | PS     | Porto            | XI Legislatura |
| Ricardo Gonçalves   | PS     | Braga            | XI Legislatura |
| Ricardo Rodrigues   | PS     | Açores           | XI Legislatura |
| Rita Calvário       | BE     | Lisboa           | XI Legislatura |
| Rita Rato           | PCP    | Lisboa           | XI Legislatura |
| Rosa Maria Albernaz | PS     | Aveiro           | XI Legislatura |
| Rosalina Martins    | PS     | Viana do Castelo | XI Legislatura |
| Rosário Águas       | PSD    | Coimbra          | XI Legislatura |
| Rui Pereira         | PS     | Lisboa           | XI Legislatura |
| Rui Prudêncio       | PS     | Lisboa           | XI Legislatura |

## S
| Sérgio Sousa Pinto | PS  | Aveiro  | XI Legislatura |
| Sérgio Vieira      | PSD | Porto   | XI Legislatura |
| Sofia Cabral       | PS  | Setúbal | XI Legislatura |
| Sónia Fertuzinhos  | PS  | Braga   | XI Legislatura |

## T
| Telmo Correia    | CDS-PP | Braga  | XI Legislatura |
| Teresa Caeiro    | CDS-PP | Lisboa | XI Legislatura |
| Teresa Damásio   | PS     | Lisboa | XI Legislatura |
| Teresa Fernandes | PSD    | Braga  | XI Legislatura |
| Teresa Morais    | PSD    | Leiria | XI Legislatura |
| Teresa Santos    | PSD    | Viseu  | XI Legislatura |
| Teresa Venda     | PS     | Braga  | XI Legislatura |

## U
| Ulisses Pereira | PSD | Aveiro | XI Legislatura |

## V
| Vânia Jesus    | PSD | Madeira  | XI Legislatura |
| Vasco Cunha    | PSD | Santarém | XI Legislatura |
| Vitalino Canas | PS  | Lisboa   | XI Legislatura |
| Vítor Baptista | PS  | Coimbra  | XI Legislatura |
| Vítor Fontes   | PS  | Aveiro   | XI Legislatura |

## Tabela
Deputados em funções à data da XI Legislatura 2009-10-15 230 registos
| Nome                            | Circulo Eleitoral | Partido |
| ------------------------------- | ----------------- | ------- |
| Luiz Fagundes Duarte            | Açores            | PS      |
| Maria Luísa Santos              | Açores            | PS      |
| Ricardo Rodrigues               | Açores            | PS      |
| Joaquim Ponte                   | Açores            | PSD     |
| Mota Amaral                     | Açores            | PSD     |
| Pedro Filipe Soares             | Aveiro            | BE      |
| Paulo Portas                    | Aveiro            | CDS-PP  |
| Raúl de Almeida                 | Aveiro            | CDS-PP  |
| Afonso Candal                   | Aveiro            | PS      |
| Filipe Neto Brandão             | Aveiro            | PS      |
| Maria de Belém Roseira          | Aveiro            | PS      |
| Rosa Maria Albernaz             | Aveiro            | PS      |
| Sérgio Sousa Pinto              | Aveiro            | PS      |
| Vítor Fontes                    | Aveiro            | PS      |
| Amadeu Soares Albergaria        | Aveiro            | PSD     |
| Carla Rodrigues                 | Aveiro            | PSD     |
| Couto dos Santos                | Aveiro            | PSD     |
| Luís Montenegro                 | Aveiro            | PSD     |
| Maria Paula Cardoso             | Aveiro            | PSD     |
| Paulo Cavaleiro                 | Aveiro            | PSD     |
| Ulisses Pereira                 | Aveiro            | PSD     |
| José Soeiro                     | Beja              | PCP     |
| Conceição Casa Nova             | Beja              | PS      |
| Luís Pita Ameixa                | Beja              | PS      |
| Pedro Soares                    | Braga             | BE      |
| Altino Bessa                    | Braga             | CDS-PP  |
| Telmo Correia                   | Braga             | CDS-PP  |
| Agostinho Lopes                 | Braga             | PCP     |
| António José Seguro             | Braga             | PS      |
| Frederico Castro                | Braga             | PS      |
| Isabel Coutinho                 | Braga             | PS      |
| Manuel Mota                     | Braga             | PS      |
| Miguel Laranjeiro               | Braga             | PS      |
| Nuno Sá                         | Braga             | PS      |
| Ricardo Gonçalves               | Braga             | PS      |
| Sónia Fertuzinhos               | Braga             | PS      |
| Teresa Venda                    | Braga             | PS      |
| Emídio Guerreiro                | Braga             | PSD     |
| Francisca Almeida               | Braga             | PSD     |
| Miguel Macedo                   | Braga             | PSD     |
| Nuno Reis                       | Braga             | PSD     |
| Pedro Rodrigues                 | Braga             | PSD     |
| Teresa Fernandes                | Braga             | PSD     |
| Mota Andrade                    | Bragança          | PS      |
| Adão Silva                      | Bragança          | PSD     |
| José Ferreira Gomes             | Bragança          | PSD     |
| Hortense Martins                | Castelo Branco    | PS      |
| Jorge Seguro Sanches            | Castelo Branco    | PS      |
| Carlos Costa Neves              | Castelo Branco    | PSD     |
| Carlos São Martinho             | Castelo Branco    | PSD     |
| José Manuel Pureza              | Coimbra           | BE      |
| João Serpa Oliva                | Coimbra           | CDS-PP  |
| Horácio Antunes                 | Coimbra           | PS      |
| João Portugal                   | Coimbra           | PS      |
| Maria Antónia de Almeida Santos | Coimbra           | PS      |
| Vítor Baptista                  | Coimbra           | PS      |
| Nuno Encarnação                 | Coimbra           | PSD     |
| Paulo Mota Pinto                | Coimbra           | PSD     |
| Pedro Saraiva                   | Coimbra           | PSD     |
| Rosário Águas                   | Coimbra           | PSD     |
| Paulo Pisco                     | Europa            | PS      |
| Carlos Alberto Gonçalves        | Europa            | PSD     |
| João Oliveira                   | Évora             | PCP     |
| Bravo Nico                      | Évora             | PS      |
| Luís Capoulas                   | Évora             | PSD     |
| Cecília Honório                 | Faro              | BE      |
| Artur Rêgo                      | Faro              | CDS-PP  |
| Jamila Madeira                  | Faro              | PS      |
| João Soares                     | Faro              | PS      |
| Miguel Freitas                  | Faro              | PS      |
| Antonieta Guerreiro             | Faro              | PSD     |
| Jorge Bacelar Gouveia           | Faro              | PSD     |
| Mendes Bota                     | Faro              | PSD     |
| Carlos Páscoa Gonçalves         | Fora da Europa    | PSD     |
| José Cesário                    | Fora da Europa    | PSD     |
| Francisco de Assis              | Guarda            | PS      |
| Rita Miguel                     | Guarda            | PS      |
| Carlos Peixoto                  | Guarda            | PSD     |
| João Prata                      | Guarda            | PSD     |
| Heitor Sousa                    | Leiria            | BE      |
| Assunção Cristas                | Leiria            | CDS-PP  |
| João Paulo Pedrosa              | Leiria            | PS      |
| Jorge Manuel Gonçalves          | Leiria            | PS      |
| José Miguel Medeiros            | Leiria            | PS      |
| Odete João                      | Leiria            | PS      |
| Fernando Marques                | Leiria            | PSD     |
| Maria Conceição Pereira         | Leiria            | PSD     |
| Paulo Batista Santos            | Leiria            | PSD     |
| Teresa Morais                   | Leiria            | PSD     |
| Ana Drago                       | Lisboa            | BE      |
| Francisco Louçã                 | Lisboa            | BE      |
| Helena Pinto                    | Lisboa            | BE      |
| Luís Fazenda                    | Lisboa            | BE      |
| Rita Calvário                   | Lisboa            | BE      |
| Isabel Galriça Neto             | Lisboa            | CDS-PP  |
| João Rebelo                     | Lisboa            | CDS-PP  |
| Pedro Brandão Rodrigues         | Lisboa            | CDS-PP  |
| Pedro Mota Soares               | Lisboa            | CDS-PP  |
| Teresa Caeiro                   | Lisboa            | CDS-PP  |
| Bernardino Soares               | Lisboa            | PCP     |
| Jerónimo de Sousa               | Lisboa            | PCP     |
| Miguel Tiago                    | Lisboa            | PCP     |
| Rita Rato                       | Lisboa            | PCP     |
| José Luís Ferreira              | Lisboa            | PEV     |
| Alberto Costa                   | Lisboa            | PS      |
| Celeste Correia                 | Lisboa            | PS      |
| Custódia Fernandes              | Lisboa            | PS      |
| Duarte Cordeiro                 | Lisboa            | PS      |
| Inês de Medeiros                | Lisboa            | PS      |
| Jaime Gama                      | Lisboa            | PS      |
| João Serrano                    | Lisboa            | PS      |
| José Vera Jardim                | Lisboa            | PS      |
| Manuela de Melo                 | Lisboa            | PS      |
| Marcos Sá                       | Lisboa            | PS      |
| Maria Manuela Augusto           | Lisboa            | PS      |
| Miguel Coelho                   | Lisboa            | PS      |
| Miguel Vale Almeida             | Lisboa            | PS      |
| Pedro Farmhouse                 | Lisboa            | PS      |
| Ramos Preto                     | Lisboa            | PS      |
| Rui Pereira                     | Lisboa            | PS      |
| Rui Prudêncio                   | Lisboa            | PS      |
| Teresa Damásio                  | Lisboa            | PS      |
| Vitalino Canas                  | Lisboa            | PS      |
| António Leitão Amaro            | Lisboa            | PSD     |
| António Silva Preto             | Lisboa            | PSD     |
| Arménio Santos                  | Lisboa            | PSD     |
| Celeste Amaro                   | Lisboa            | PSD     |
| Clara Carneiro                  | Lisboa            | PSD     |
| Duarte Pacheco                  | Lisboa            | PSD     |
| Helena Lopes da Costa           | Lisboa            | PSD     |
| José de Matos Correia           | Lisboa            | PSD     |
| José de Matos Rosa              | Lisboa            | PSD     |
| Luís Marques Guedes             | Lisboa            | PSD     |
| Manuela Ferreira Leite          | Lisboa            | PSD     |
| Maria José Nogueira Pinto       | Lisboa            | PSD     |
| Pedro Lynce                     | Lisboa            | PSD     |
| José Manuel Rodrigues           | Madeira           | CDS-PP  |
| Luís Miguel França              | Madeira           | PS      |
| Correia de Jesus                | Madeira           | PSD     |
| Guilherme Silva                 | Madeira           | PSD     |
| Hugo Velosa                     | Madeira           | PSD     |
| Vânia Jesus                     | Madeira           | PSD     |
| Miranda Calha                   | Portalegre        | PS      |
| Cristóvão Crespo                | Portalegre        | PSD     |
| Catarina Martins                | Porto             | BE      |
| João Semedo                     | Porto             | BE      |
| José Moura Soeiro               | Porto             | BE      |
| Cecília Meireles                | Porto             | CDS-PP  |
| João Pinho de Almeida           | Porto             | CDS-PP  |
| José Ribeiro e Castro           | Porto             | CDS-PP  |
| Michael Seufert                 | Porto             | CDS-PP  |
| Honório Novo                    | Porto             | PCP     |
| Jorge Machado                   | Porto             | PCP     |
| Ana Paula Vitorino              | Porto             | PS      |
| Fernando Jesus                  | Porto             | PS      |
| Glória Araújo                   | Porto             | PS      |
| Isabel Oneto                    | Porto             | PS      |
| João Paulo Correia              | Porto             | PS      |
| Jorge Strecht                   | Porto             | PS      |
| José Lello                      | Porto             | PS      |
| José Ribeiro                    | Porto             | PS      |
| Lúcio Ferreira                  | Porto             | PS      |
| Luísa Salgueiro                 | Porto             | PS      |
| Manuel Seabra                   | Porto             | PS      |
| Maria de Lurdes Ruivo           | Porto             | PS      |
| Maria do Rosário Carneiro       | Porto             | PS      |
| Maria José Gamboa               | Porto             | PS      |
| Mário Mourão                    | Porto             | PS      |
| Marques Júnior                  | Porto             | PS      |
| Nuno Araújo                     | Porto             | PS      |
| Renato Sampaio                  | Porto             | PS      |
| Adriano Rafael Moreira          | Porto             | PSD     |
| Luís Vales                      | Porto             | PSD     |
| Carla Barros                    | Porto             | PSD     |
| Jorge Costa                     | Porto             | PSD     |
| José Pedro Aguiar Branco        | Porto             | PSD     |
| Luís Menezes                    | Porto             | PSD     |
| Luísa Roseira                   | Porto             | PSD     |
| Margarida Almeida               | Porto             | PSD     |
| Miguel Frasquilho               | Porto             | PSD     |
| Pedro Duarte                    | Porto             | PSD     |
| Raquel Coelho                   | Porto             | PSD     |
| Sérgio Vieira                   | Porto             | PSD     |
| José Gusmão                     | Santarém          | BE      |
| Filipe Lobo D' Ávila            | Santarém          | CDS-PP  |
| António Filipe                  | Santarém          | PCP     |
| Anabela Freitas                 | Santarém          | PS      |
| António Gameiro                 | Santarém          | PS      |
| João Galamba                    | Santarém          | PS      |
| João Sequeira                   | Santarém          | PS      |
| Carina Oliveira                 | Santarém          | PSD     |
| Pacheco Pereira                 | Santarém          | PSD     |
| Vasco Cunha                     | Santarém          | PSD     |
| Jorge Duarte Costa              | Setúbal           | BE      |
| Mariana Aiveca                  | Setúbal           | BE      |
| Nuno Magalhães                  | Setúbal           | CDS-PP  |
| Bruno Dias                      | Setúbal           | PCP     |
| Francisco Lopes                 | Setúbal           | PCP     |
| Paula Santos                    | Setúbal           | PCP     |
| Heloísa Apolónia                | Setúbal           | PEV     |
| Ana Catarina Mendonça Mendes    | Setúbal           | PS      |
| Catarina Marcelino              | Setúbal           | PS      |
| Eduardo Cabrita                 | Setúbal           | PS      |
| Eurídice Pereira                | Setúbal           | PS      |
| Luís Gonelha                    | Setúbal           | PS      |
| Osvaldo de Castro               | Setúbal           | PS      |
| Sofia Cabral                    | Setúbal           | PS      |
| Fernando Negrão                 | Setúbal           | PSD     |
| Luís Rodrigues                  | Setúbal           | PSD     |
| Maria das Mercês Borges         | Setúbal           | PSD     |
| Abel Baptista                   | Viana do Castelo  | CDS-PP  |
| Defensor Moura                  | Viana do Castelo  | PS      |
| Jorge Fão                       | Viana do Castelo  | PS      |
| Rosalina Martins                | Viana do Castelo  | PS      |
| José Eduardo Martins            | Viana do Castelo  | PSD     |
| Luís Campos Ferreira            | Viana do Castelo  | PSD     |
| José de Bianchi                 | Vila Real         | PS      |
| Paula Barros                    | Vila Real         | PS      |
| António Cabeleira               | Vila Real         | PSD     |
| António Montalvão Machado       | Vila Real         | PSD     |
| Isabel Sequeira                 | Vila Real         | PSD     |
| Helder Amaral                   | Viseu             | CDS-PP  |
| Acácio Pinto                    | Viseu             | PS      |
| José Rui Cruz                   | Viseu             | PS      |
| Maria Helena Rebelo             | Viseu             | PS      |
| Paulo Barradas                  | Viseu             | PS      |
| António Almeida Henriques       | Viseu             | PSD     |
| João Figueiredo                 | Viseu             | PSD     |
| José Luís Arnaut                | Viseu             | PSD     |
| Teresa Santos                   | Viseu             | PSD     |